# 遷移假說

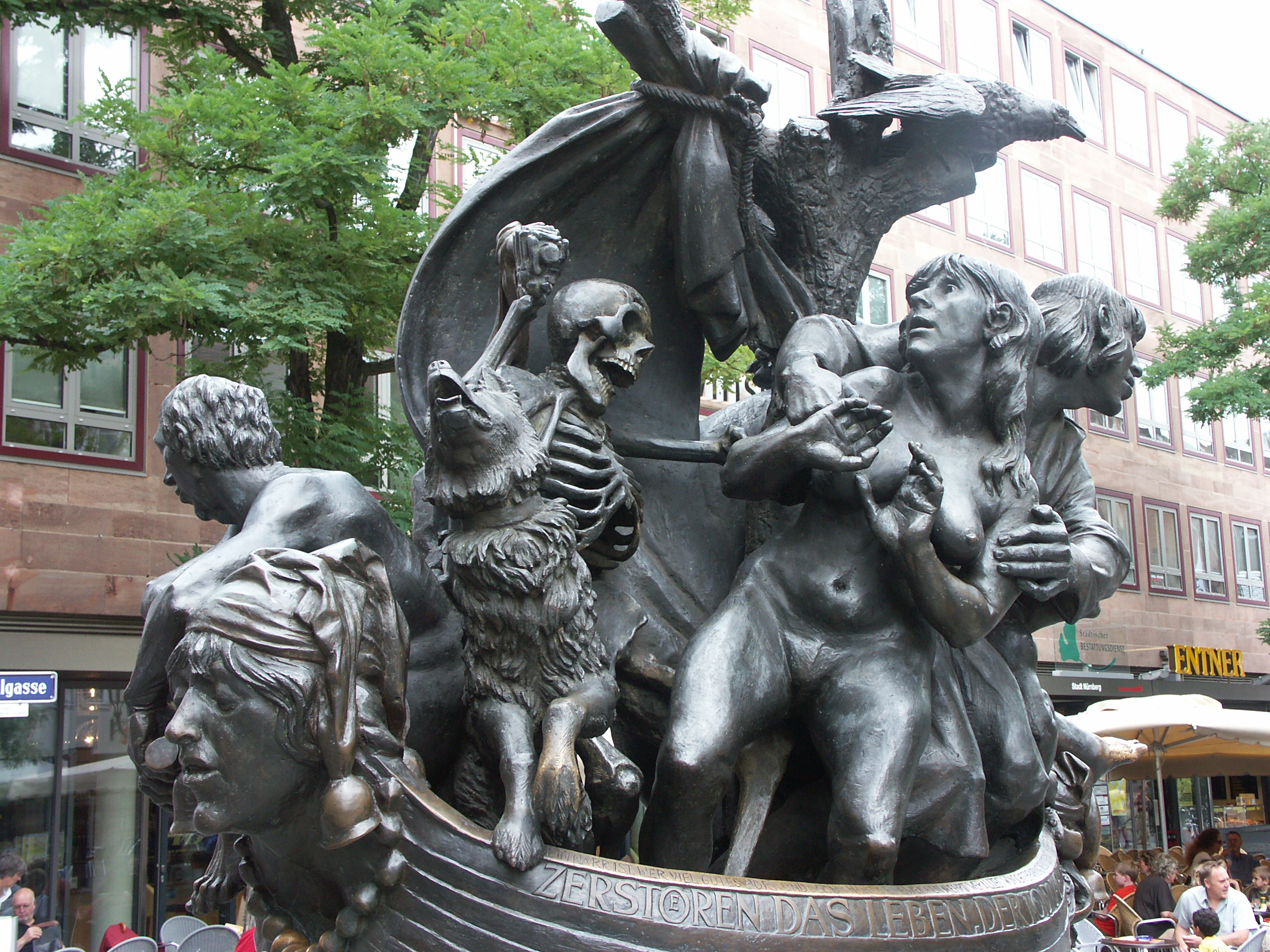
長期以來，精神病患一直處於較低的社會階級；但較低的社會階級必然導致精神疾病的說法，則為遷移假說挑戰。圖為德國紐倫堡的《愚人船》塑像。

遷移假說（drift hypothesis）是一項假設心理疾病與社會階級有關的學說，認為心理疾病患者的社會階級將因為疾病而向下遷移。社會階級不會直接誘發心理疾病，而是心理疾病使人無法發揮正常社會功能，導致階級下滑。遷移假說反對社會因果論（social causation thesis）的主張，後者認為較低的社會階級容易誘發心理疾病。

## 支持論點
艾森·高格柏（Ethan M. Goldberg）與雪莉·莫里森（Sherie L. Morrison）曾對精神分裂症與社會階級關係進行研究。他們想知道患者
被送進精神病院前，患者的職業表現為何會滑落？是心理疾病導致社會階級下滑，還是低社經地位家庭背景容易導致心理疾病？高格柏與莫里森發現，心理疾病患者進入精神病院的年紀，大多介於25歲至34歲之間；他們也分析患者父親的職業後，試圖知道社會階級是否與精神分裂症有關。兩位研究者發現，精神分裂症患者與健康者的家庭背景並無二異，因此社會階級並不會造成精神分裂。

## 反對論點
反對遷移假說的主要學說是社會因果論（social causation thesis），即主張社會階級與心理疾病之間存在因果關係。已退休的北科羅拉多大學社會學教授約翰·福克斯（John W. Fox）曾帶領研究先前關於社會階級與心理疾病關係的研究。那些研究結果原本看來支持遷移假說，但當福克斯進行驗證時，卻發現這些研究的結果是「建立在經驗上的方法與結論」。福克斯並說明道：「與其將階級遷移視為個體在罹患心理疾病後產生的跨代社會流動，還不如視為是從高社經地區遷移至低社經地區。」